# Oli de ricí

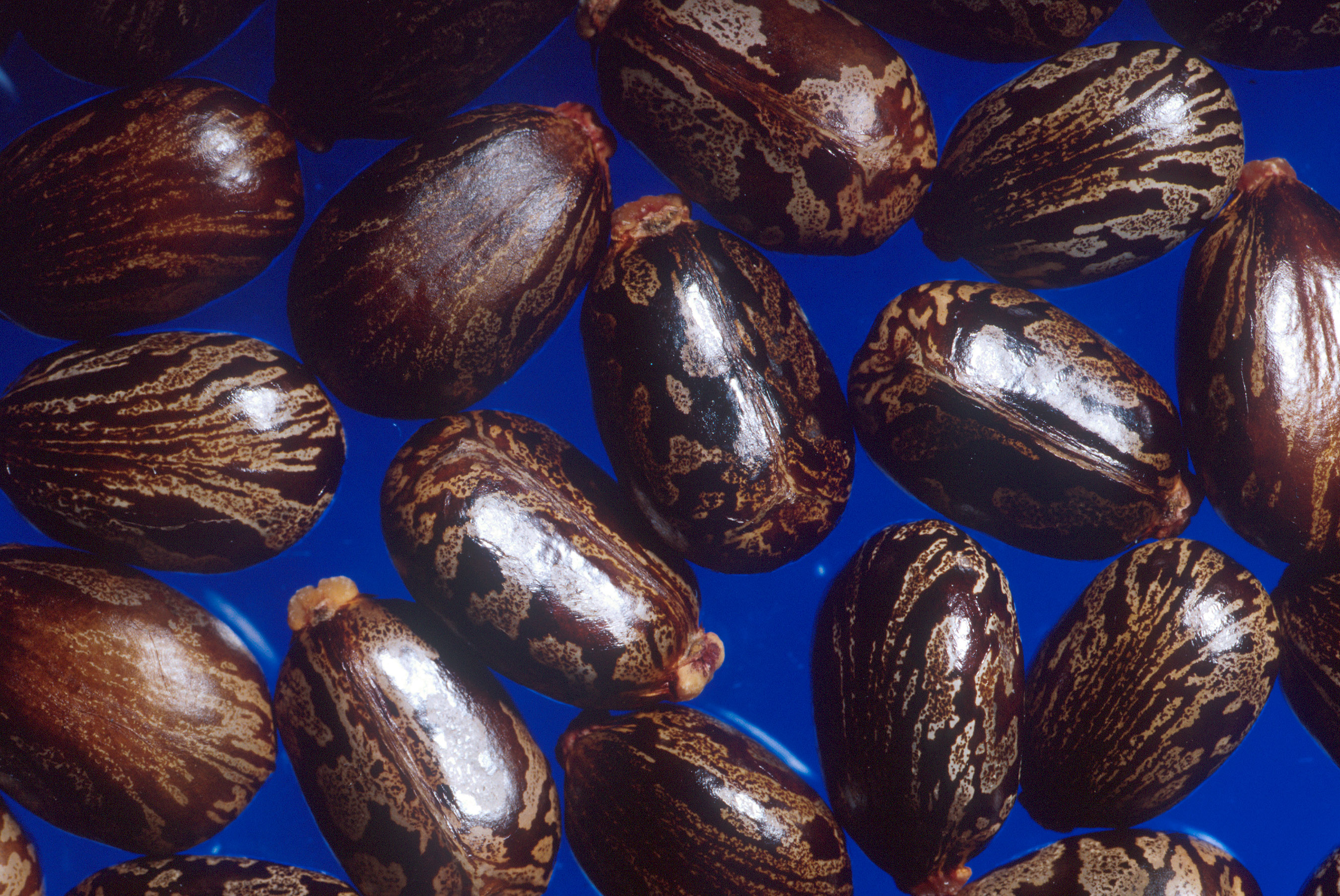
Llavors de ricí.

Estructura del principal component de l'oli de ricí.

L'oli de ricí és un oli vegetal obtingut de les llavors del ricí. És un líquid incolor o amb una lleugera tonalitat groga molt pàl·lida, inodor o d'olor i gust molt suaus. El punt d'ebullició és de 313 °C i la densitat de 961 kg/m³. Aproximadament el 90% de les cadenes dels àcids grassos que conté són d'àcid rincinoleic; l'àcid oleic i el linoleic en són altres components significatius.

## Aplicacions
L'oli de ricí i els derivats serveixen per fer sabons, lubricants, pintures, tints, cobertures, tinta, plàstics resistents al fred, ceres, niló, productes farmacèutics i perfums.
Les llavors del ricí contenen una proteïna tòxica, la ricina, per això la manipulació de l'oli i les llavors de ricí no està exempta de risc. Els components al·lergògens que es troben a la superfície de la planta poden causar danys permanents als nervis. L'Índia, el Brasil i la Xina són els principals productors de ricí i els treballadors que el cullen pateixen danys. Aquests danys i la toxicitat de la ricina han encoratjat a cercar-ne substituts. Alternativament s'investiga modificar la planta genèticament per evitar que sintetitzi ricina.

## Àcids grassos de l'oli de ricí
| Composició mitjana de cadenes d'àcids grassos | Composició mitjana de cadenes d'àcids grassos | Composició mitjana de cadenes d'àcids grassos | Composició mitjana de cadenes d'àcids grassos | Composició mitjana de cadenes d'àcids grassos |
| --------------------------------------------- | --------------------------------------------- | --------------------------------------------- | --------------------------------------------- | --------------------------------------------- |
| Nom de l'àcid                                 | Percentatge                                   | Percentatge                                   | Percentatge                                   |                                               |
| àcid ricinoleic                               | 85                                            | a                                             | 95%                                           |                                               |
| àcid oleic                                    | 6                                             | a                                             | 2%                                            |                                               |
| àcid linoleic                                 | 5                                             | a                                             | 1%                                            |                                               |
| àcid linolènic                                | 1                                             | a                                             | 0,5%                                          |                                               |
| àcid esteàric                                 | 1                                             | a                                             | 0,5%                                          |                                               |
| àcid palmític                                 | 1                                             | a                                             | 0,5%                                          |                                               |
| àcid dihidroxiesteàric                        | 0,5                                           | a                                             | 0,3%                                          |                                               |
| altres                                        | 0,5                                           | a                                             | 0,2%                                          |                                               |

## Usos
A la indústria alimentària l'oli de ricí de grau alimentari es fa servir en additius, saboritzants, per exemple en la xocolata, com a inhibidor de floridures, i en empaquetament. L'oli de ricí polioxietilat també es fa servir en alimentació.

### Ús medicinal
Tradicionalment es feia servir com a laxant (també es feia prendre com a càstig en règims polítics dictatorials, com el feixisme). Actua sobretot en el budell prim. Pot produir rampes doloroses i diarrea explosiva. Un derivat, l'àcid undecilènic, es fa servir en problemes de la pell. L'oli de ricí penetra profundament a la pell, a causa de la seva petita massa molecular. Altres derivats es fan servir en xampús i pintallavis. L'àcid ricinoleic té efectes antiinflamatoris. Com a ingredient de Cremophor EL s'afegeix a medicaments com els següents:
- antifúngics (miconazol)[18][19]

- Paclitaxel en quimioteràpia del càncer[20]
- Sandimmune (ciclosporina, un immunosupressor)[21]
- Nelfinavir mesilat, un inhibidor de la proteasa[22]
- Saperconazole, un agent antifúngic[23]

### Aplicacions industrials
L'oli de ricí té nombroses aplicacions en transport, cosmètica i farmàcia i altres indústries, com per exemple en la fabricació d'adhesius. En els primers temps de l'aviació, l'oli de ricí era el lubricant preferit en motors rotatius i era els més usat en els avions durant la Primera Guerra Mundial. També és un biocombustible.

### Agressions feixistes
Durant el feixisme italià, els escamots dels camises negres feien servir oli de ricí per fer-ne beure a les seves víctimes, ja que és un potent laxant, amb l'objectiu de ridiculitzar-les i deixar-les brutes i humiliades. L'oli de ricí funciona principalment a l'intestí prim, on es digereix en àcid ricenoleic alhora que provoca forts espasmes dels músculs de la paret intestinal. Provoca còlics als intestins, possibles rampes doloroses, incontinència fecal i diarrea explosiva.